# Lawrence Ogwang
Lawrence Ogwang (* 17. Dezember 1932; † 1970er Jahre) ist ein ehemaliger ugandischer Weit- und Dreispringer.
Bei den British Empire and Commonwealth Games 1954 wurde er Sechster im Dreisprung und schied mit der ugandischen 4-mal-110-Yards-Stafette im Vorlauf aus.
1956 kam er bei den Olympischen Spielen in Melbourne im Dreisprung auf den 20. Platz und schied im Weitsprung in der Qualifikation aus.
1958 wurde er bei den British Empire and Commonwealth Games in Cardiff Siebter im Dreisprung und belegte im Weitsprung den 13. Rang. Vier Jahre später wurde er bei den British Empire and Commonwealth Games 1962 in Perth Neunter im Dreisprung.
In den 1970er Jahren wurde Lawrence Ogwang vom diktatorischen Regime Idi Amins umgebracht.
Sein Bruder John Akii-Bua wurde 1972 Olympiasieger über 400 m Hürden.

## Persönliche Bestleistungen
- Weitsprung: 7,36 m, 1959
- Dreisprung: 15,64 m, 1962